# Вербівська сільська рада (Бережанський район)
Ве́рбівська сільська́ ра́да — адміністративно-територіальна одиниця та орган місцевого самоврядування в Бережанському районі Тернопільської області. Адміністративний центр — село Вербів.

## Загальні відомості
- Територія ради: 28,835 км²
- Населення ради: 856 осіб (станом на 2001 рік)

## Населені пункти
Сільській раді були підпорядковані населені пункти:
- с. Вербів

### Колишні населені пункти
- х. Старий Вербів[1]

## Склад ради
Рада складалася з 12 депутатів та голови.
- Голова ради: Чернецький Ігор Богданович
- Секретар ради: Матвіїв Ольга Дмитрівна

### Керівний склад попередніх скликань
| Прізвище, ім'я, по батькові | Основні відомості                                                 | Дата обрання | Дата звільнення |
| --------------------------- | ----------------------------------------------------------------- | ------------ | --------------- |
| Чернецький Ігор Богданович  | Сільський голова, 1966 року народження, освіта вища, безпартійний | 26.03.2006   | 31.10.2010      |
| Чернецький Ігор Богданович  | Сільський голова, 1966 року народження, освіта вища, безпартійний | 31.10.2010   |                 |

Примітка: таблиця складена за даними сайту Верховної Ради України

### Депутати
За результатами місцевих виборів 2010 року депутатами ради стали:

#### За суб'єктами висування
| Суб'єкт висування | Кількість обраних депутатів | %   |
| ----------------- | --------------------------- | --- |
| Самовисування     | 12                          | 100 |

#### За округами
| № округу | Прізвище, ім'я, по батькові    | Дата визнання обраним | Освіта             | Партійна приналежність      | Відомості про обраного депутата                                                      |
| -------- | ------------------------------ | --------------------- | ------------------ | --------------------------- | ------------------------------------------------------------------------------------ |
| 1        | Чепіль Андрій Федорович        | 02.11.2010            | середня спеціальна | позапартійний               | Вербівська загальноосвітня школа, завідувач господарством                            |
| 2        | Частковський Василь Михайлович | 02.11.2010            | вища               | позапартійний               | Вербівська загальноосвітня школа, зауч. Вербів, Бережанський р-н, Тернопільська обл. |
| 3        | Бридун Марія Дмитрівна         | 02.11.2010            | середня спеціальна | позапартійна                | бібліотека с. Вербів, завідувач                                                      |
| 4        | Нагірна Світлана Михайлівна    | 02.11.2010            | середня спеціальна | позапартійна                | магазин ТЕКО с. Вербів, продавець                                                    |
| 5        | Глубіш Андрій Семенович        | 02.11.2010            | середня спеціальна | позапартійний               | Вербівська загальноосвітня школа, опалювач                                           |
| 6        | Пачковський Степан Федорович   | 02.11.2010            | середня спеціальна | позапартійний               | пенсіонер                                                                            |
| 7        | Турчин Надія Дмитрівна         | 02.11.2010            | середня спеціальна | позапартійна                | Вербівська загальноосвітня школа, техпрацівник                                       |
| 8        | Чепіль Василь Григорович       | 02.11.2010            | середня спеціальна | позапартійний               | Вербівська загальноосвітня школа, кочегар                                            |
| 9        | Макогін Гіллярій Іванович      | 02.11.2010            | вища               | член Народного Руху України | пенсіонер                                                                            |
| 10       | Матвіїв Ольга Дмитрівна        | 02.11.2010            | середня спеціальна | позапартійна                | Вербівська сільська рада, секретар                                                   |
| 11       | Турчин Андрій Васильович       | 02.11.2010            | середня спеціальна | позапартійний               | Автозаправна станція, водій                                                          |
| 12       | Захарків Іванна Василівна      | 02.11.2010            | середня спеціальна | позапартійна                | тимчасово не працює                                                                  |